# Kedayunan
Kedayunan is een bestuurslaag in het regentschap Banyuwangi van de provincie Oost-Java, Indonesië. Kedayunan telt 4895 inwoners (volkstelling 2010).